# Вельяминов, Микула Васильевич

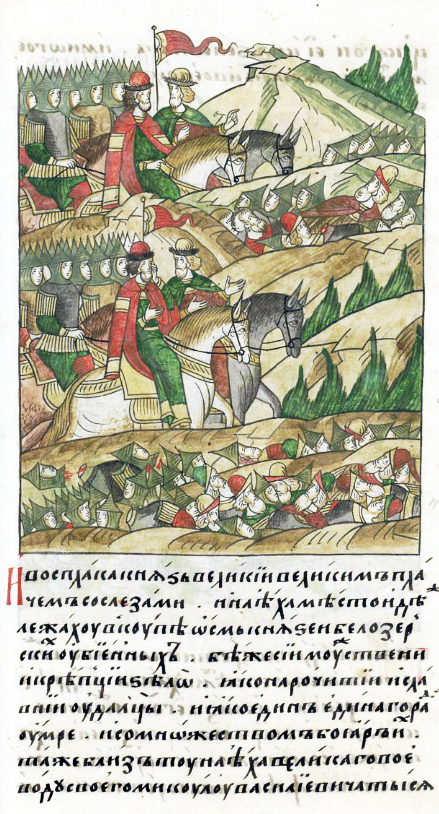
Дмитрий Донской и Владимир Храбрый подъезжают на Куликовом поле к телу погибшего Микулы

Микула Васильевич Вельяминов (ум. 8 сентября 1380, Куликово поле) — воевода Коломенского полка, соратник Дмитрия Донского. Сын последнего московского тысяцкого. Погиб в Куликовской битве.
Происходил из рода московских тысяцких Вельяминовых. Приходился свояком Дмитрию Донскому, поскольку был женат на старшей сестре Евдокии Дмитриевны — супруги великого князя. Из детей у него была только одна дочь, ставшая женой боярина Ивана Димитриевича Всеволожского, к которому и перешёл известный драгоценный пояс, подменённый на свадьбе Дмитрия Донского отцом Микулы Вельяминова.
Имя Микулы Вельяминова сохранилось в названиях Большого Микулина стана, села Никульское и муниципального округа Москвы Тропарёво-Никулино.

## В культуре
Микула Вельяминов стал одним из персонажей романа Дмитрия Балашова «Отречение» из цикла «Государи Московские».